# Anthreptes
Anthreptes – rodzaj ptaków z rodziny nektarników (Nectariniidae).

## Rozmieszczenie geograficzne
Rodzaj obejmuje gatunki występujące w Czarnej Afryce i Azji Południowo-Wschodniej.

## Morfologia
Długość ciała 8–14 cm, masa ciała 5–15,5 g.

## Systematyka
Rodzaj zdefiniował w 1832 roku angielski zoolog William Swainson w załączniku opisującym niezidentyfikowane rodzaje i podrodzaje ptaków, opublikowanym w publikacji pod redakcją Swainsona i Johna Richardsona poświęconej północnoamerykańskiej faunie. Gatunkiem typowym jest (oryginalne oznaczenie (również monotypowe)) nektarzyk żółtobrzuchy (A. malacensis).

### Etymologia
Anthreptes: gr. ανθος anthos ‘kwiat’; θρεπτης threptēs ‘karmiciel’, od τρεφω trephō ‘uprawiać rośliny’.

### Podział systematyczny
Do rodzaju należą następujące gatunki:
- Anthreptes reichenowi Gunning, 1909 – nektarzyk niebieskogardły
- Anthreptes anchietae (Bocage, 1878) – nektarzyk czerwonobrzuchy
- Anthreptes simplex (S. Müller, 1843) – nektarzyk ubogi
- Anthreptes malacensis (Scopoli, 1786) – nektarzyk żółtobrzuchy
- Anthreptes griseigularis (Tweeddale, 1878) – nektarzyk szarogardły
- Anthreptes rhodolaemus Shelley, 1878 – nektarzyk czerwonogardły
- Anthreptes gabonicus (Hartlaub, 1861) – nektarzyk myszaty
- Anthreptes longuemarei (Lesson, 1831) – nektarzyk fioletowy
- Anthreptes orientalis Hartlaub, 1880 – nektarzyk sawannowy
- Anthreptes neglectus Neumann, 1922 – nektarzyk niebieskosterny
- Anthreptes aurantius J. Verreaux & E. Verreaux, 1851 – nektarzyk fioletowosterny
- Anthreptes seimundi (Ogilvie-Grant, 1908) – nektarzyk mały
- Anthreptes rectirostris (Shaw, 1812) – nektarzyk zielony
- Anthreptes tephrolaemus (Jardine & Fraser, 1852) – nektarzyk szarobrody
- Anthreptes rubritorques Reichenow, 1905 – nektarzyk czerwonowstęgi